# Jerrel Wilson
Jerrel Douglas Wilson, soprannominato Thunderfoot (New Orleans, 4 ottobre 1941 – Bronson, 9 aprile 2005), è stato un giocatore di football americano statunitense che ha militato nel ruolo di punter nella American Football League (AFL) e nella National Football League (NFL).

## Carriera
Scelto nell'11º giro del celebre draft 1963 di Kansas City Chiefs che portò gli Hall of Famer Buck Buchanan e Bobby Bell oltre a Ed Budde, Wilson giocò più stagioni di qualsiasi altro giocatore nella storia della squadra e le sue 203 partite rimangono il terzo risultato della storia dei Chiefs dietro alla guardia Will Shields (224) e al kicker Nick Lowery (212). Si ritirò con diversi primati di franchigia, come 1.014 punt calciati, 43,6 yard di media per punt in carriera, 46,1 in stagione e 56,5 in partita. Wilson detiene anche il record NFL per avere guidato quattro volte la lega in media per punt, nel 1965, 1968, 1972 e 1973.
L'allenatore nella Hall of Fame Hank Stram affermò che Wilson "fece rendere conto alle persone quanto erano importanti i calci allora nel football quando gli special team erano poco considerati. Sono di parte ma è il miglior punter che abbia mai visto. Entrerà nella storia come il miglior calciatore nella NFL."
Wilson calciò quattro volte il pallone oltre le 70 yard, incluso uno da 72 nella sua stagione da rookie in cui fu il leader della lega. Fu convocato per il tre Pro Bowl consecutivi dal 1970 al 1972.  Wilson fu anche un running back di riserva all'inizio della carriera, accumulando 53 yard corse su 22 tentativi nel corso di sette stagioni. Chiuse la carriera giocando nel 1978 con i New England Patriots.

## Palmarès

### Franchigia
Super Bowl : 1
Kansas City Chiefs: IV
- Campionati AFL : 2

Kansas City Chiefs: 1966, 1969

### Individuale
- Convocazioni al Pro Bowl: 3

1970-1972
- Kansas City Chiefs Hall of Fame
- Formazione ideale della NFL degli anni 1970
- Formazione ideale di tutti i tempi della AFL